# Zodiak (film 2007)
Zodiak (oryg. Zodiac) – amerykański thriller kryminalny w reżyserii Davida Finchera z 2007 roku oparty na książce Roberta Graysmitha o tym samym tytule. W produkcji zagrali m.in. Jake Gyllenhaal, Mark Ruffalo i Robert Downey Jr.

## Opis fabuły
Film opowiada autentyczną historię działalności Zodiaka, seryjnego mordercy działającego w latach 60. i 70. XX wieku w San Francisco. Zodiak znany był z wysyłania policji i redakcjom gazet listów i szyfrów na temat zbrodni. Do dziś jego sprawa pozostaje nierozwiązana. 
Reżyser David Fincher i scenarzysta James Vanderbilt przed rozpoczęciem zdjęć do filmu spędzili około 18 miesięcy studiując zbrodnie Zodiaka i śledztwa policji.

## Obsada
- Jake Gyllenhaal jako Robert Graysmith
- Robert Downey Jr. jako Paul Avery
- Mark Ruffalo jako Dave Toschi
- Anthony Edwards jako Armstrong
- Elias Koteas jako Jack Mulanax
- Brian Cox jako Melvin Belli
- Chloë Sevigny jako dziewczyna Graysmitha
- Adam Goldberg jako Duffy Jennings
- Donal Logue jako Ken Narlow
- Jules Bruff jako Catherine Allen
- Ciara Hughes jako Darlene Ferrin
- June Raphael jako pani Toschi

## Odbiór
Film spotkał się z przychylnym odbiorem amerykańskich krytyków, zdobywając 90% pozytywnych recenzji w serwisie Rotten Tomatoes. Tylko dwa filmy (Aż poleje się krew i To nie jest kraj dla starych ludzi) znalazły się częściej na listach Top 10, tradycyjnie przygotowywanych przez krytyków na koniec roku. Film nie okazał się jednak hitem kasowym, zarobił 33 mln dolarów w USA i 51 mln dolarów na rynkach zagranicznych. W Polsce wpływy z wyświetlania osiągnęły poziom 472 tys. dolarów.